# Henri-Auguste Barbier

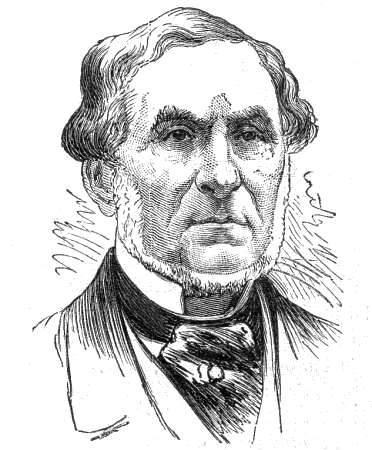
Henri-Auguste Barbier

Henri-Auguste Barbier (* 28. April 1805 in Paris; † 14. Februar 1882 in Nizza) war ein französischer Satiriker.
Barbier studierte Jura und schloss dieses Studium mit Erfolg ab. Trotz verschiedener Möglichkeiten wirkte Barbier nie als Jurist, sondern verlegte sich seit seinem Studium auf die Schriftstellerei. Zusammen mit Alphonse Royer konnte er 1830 mit dem Roman Les mauvais garcons debütieren. In diesem Werk zeichnen die beiden ein opulentes Gemälde der mittelalterlichen Gesellschaft in Frankreich.
Seit seinem Studium politisch interessiert und engagiert, thematisierte Barbier die Ereignisse der Julirevolution in vielen Satiren. In seinem Hauptwerk Iambes et poèmes (EA 1831) geißelte er u. a. den Verfall der Sitten, die um sich greifende Korruption, die schamlose Raffgier der Emporkömmlinge und Opportunisten, die nach 1830 das Schicksal Frankreichs bestimmten, und die sinnlose Vergötterung Napoléon Bonapartes.
Iambes et poèmes wurden 1832 sehr erfolgreich von Lebrecht Günther Förster unter dem Titel Geißelhiebe für die große Nation übersetzt. Eine Auswahl findet sich auch in Emanuel Geibels Fünf Bücher französischer Lyrik.
Neben seinem Heimatland Frankreich beschäftigte sich Barbier aber auch mit der politischen Situation in anderen Ländern, z. B. beschrieb er in Il pianto (1833) den politischen Kampf in Italien und in Laza (1837) brach er eine Lanze für das Schicksal der britischen und irischen Tagelöhner. Mit der Zeit wich aber in seinem Werk die politische Anklage einer gewissen milden Altersweisheit; als Beispiel wäre hier der Titel Satires (1865) zu nennen.
Barbier lebte als freier Schriftsteller in Paris und wurde 1869 als einer der 40 Unsterblichen in die Académie française gewählt. Um 1877 ließ sich Barbier in Nizza nieder und starb dort im Alter von knapp 77 Jahren am 14. Februar 1882.

## Werke
- Iambes et poèmes. 1831
- Il pianto. 1833
- Laza. 1837
- Benvenuto Cellini. Oper in 3 Akten (zusammen mit Léon de Wailly). Musik (1834–1838): Hector Berlioz. UA 10. September 1838 Paris (Théâtre de l’Académie Royale de Musique)
- Chants civils et religieux (Gedichte). 1841
- Rimes héroïques. 1843
- Silves, poésies di verses. 1864
- Satires. 1865
- Trois passions (Novellen). 1867
- Souvenirs personnels et silhouettes contemporaines. 1883
- Poésies posthumes. 1884
- Érostrate
- Pot de vin